# Iglesia de la Santa Cruz (Nicosia)
La Iglesia de la Santa Cruz  o bien la iglesia católica de la Santa Cruz es el nombre que recibe un edificio religioso que está afiliado a la Iglesia católica y se localiza en la ciudad de Nicosia, en la isla de Chipre.
Tiene sus antecedentes en 1642 cuando se construyó la primera iglesia dedicada a la Santa Cruz que funcióno ininterrumpidamente hasta finales del siglo XIX. En abril de 1900 una nueva iglesia dedicada a la Santa Cruz fue financiada en parte por la familia real española y en parte por los frailes. Su inauguración formal se produjo en 1902. También posee un Monasterio que fue reconstruido en 1959. También se le incorporó una gruta dedicada a Nuestra Señora de Lourdes.

## Véase también

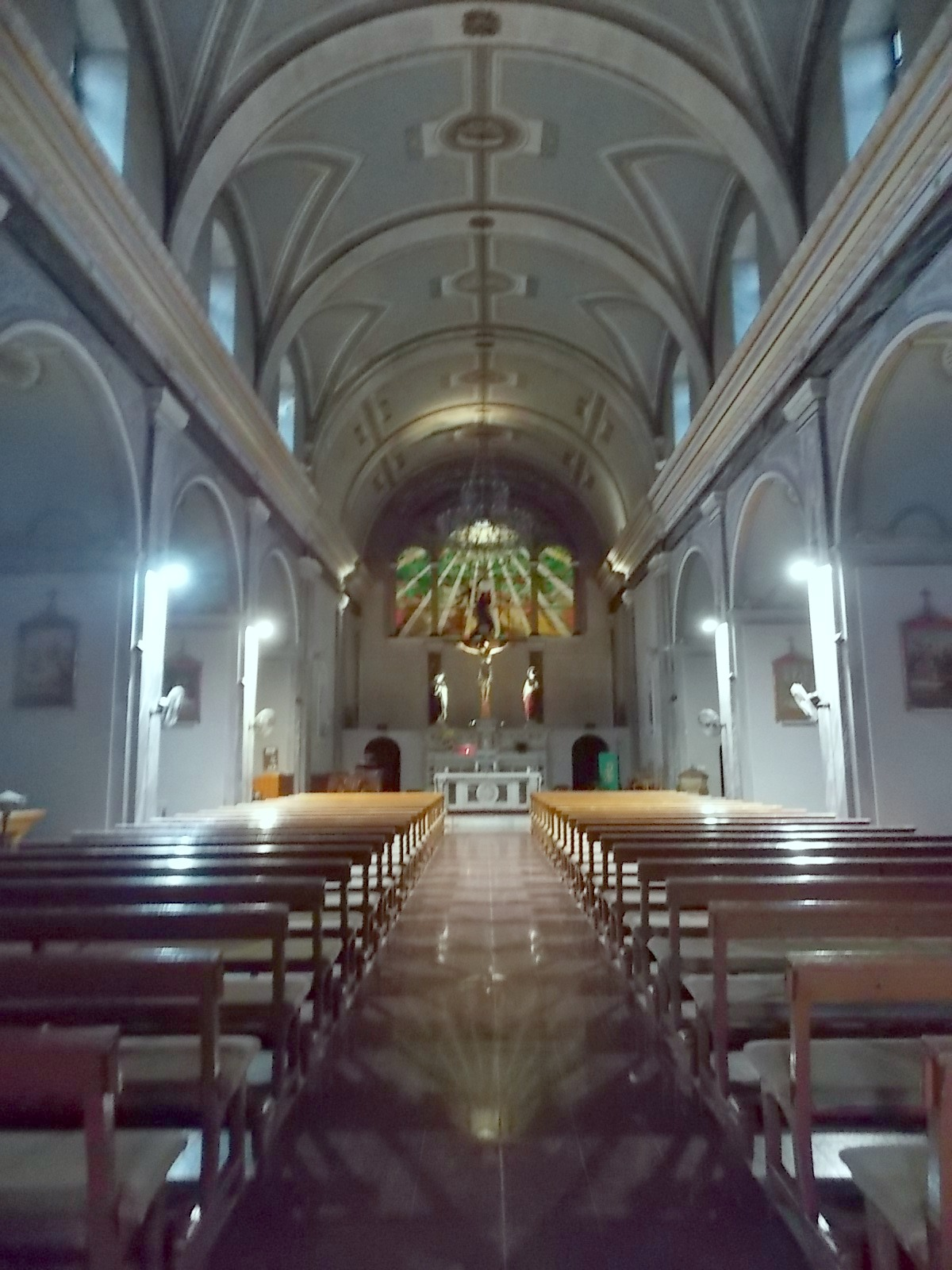
Vista interna